# 28 marzo
Il 28 marzo è l'87º giorno del calendario gregoriano (l'88º negli anni bisestili). Mancano 278 giorni alla fine dell'anno.

## Eventi
- 845 – Saccheggio di Parigi da parte di orde vichinghe;
- 1661 – Antoniotto Invrea, marchese di Pontinvrea, viene eletto 116º doge della Repubblica di Genova e re di Corsica;
- 1672 – Carlo II Stuart, re di Gran Bretagna, dichiara guerra alle Province Unite: inizia la guerra d'Olanda (1672-1678);
- 1776 – Viene fondato in Russia il Balletto Bol'šoj di Mosca;
- 1798 – Proclamazione della Repubblica Elvetica;
- 1854 – Guerra di Crimea: il Regno Unito e la Francia dichiarano guerra alla Russia;
- 1862 – Guerra di secessione americana: ha termine la lunga battaglia di Glorieta Pass (Nuovo Messico) iniziata il 26 marzo;
- 1868 – La pirocorvetta Magenta rientra a Napoli dopo aver compiuto la prima circumnavigazione del mondo da parte di un'unità da guerra della Regia Marina italiana;
- 1871 – La Comune di Parigi abroga la coscrizione obbligatoria;
- 1910 – Presso Martigues (Francia) Louis Paulhan diventa il primo uomo a volare su un idrovolante, ideato da Henri Fabre;
- 1923 – Istituzione della Regia Aeronautica;
- 1941 – Seconda guerra mondiale: battaglia di Capo Matapan;
- 1942 – Seconda guerra mondiale: nella Francia occupata incursione delle forze navali britanniche nel porto di Saint-Nazaire controllato dalle forze tedesche;
- 1943 – Nel porto di Napoli scoppia un incendio sulla Caterina Costa carica di esplosivi; nell'esplosione conseguente muoiono 600 persone;
- 1959 – La Cina blocca la rivolta popolare tibetana iniziata il 10 marzo e scioglie il governo del Tibet assumendone il totale controllo; il Dalai Lama Tenzin Gyatso ripara in esilio in India;
- 1960 – Papa Giovanni XXIII eleva a cardinale Laurean Rugambwa, primo cardinale nero nella storia della Chiesa;
- 1964 – Inizia in Regno Unito le proprie diffusioni Radio Caroline, la prima stazione radio pirata[1];
- 1979 – Incidente alla pompa di raffreddamento della Centrale nucleare di Three Mile Island (Pennsylvania);
- 1990 – Il presidente statunitense George H. W. Bush premia Jesse Owens con la Medaglia d'oro del Congresso;
- 1994 – In Sudafrica scontri tra polizia e comunità Zulu dell'African National Congress nel centro di Johannesburg: diciotto morti;
- 1997 – Nel giorno di Venerdì santo, la motovedetta albanese Katër i Radës naufraga nel Canale d'Otranto a seguito della collisione con la corvetta italiana Sibilla: 81 morti, ma solo 54 corpi verranno recuperati;
- 2005 – Un terremoto di 8,7 sulla scala Richter colpisce l'Isola di Sumatra provocando centinaia di vittime.

## Nati
Ci sono circa 1 140 voci su persone nate il 28 marzo; vedi la pagina Nati il 28 marzo per un elenco descrittivo o la categoria Nati il 28 marzo per un indice alfabetico.

## Morti
Ci sono circa 520 voci su persone morte il 28 marzo; vedi la pagina Morti il 28 marzo per un elenco descrittivo o la categoria Morti il 28 marzo per un indice alfabetico.

## Feste e ricorrenze

### Civili
Internazionali:
- Giornata mondiale dell'endometriosi

Nazionali:
- Italia: Giornata dell'Aeronautica Militare, in ricordo della fondazione come forza armata indipendente dall'Esercito

### Religiose
Cristianesimo:
- San Castore di Tarso, martire
- San Cirillo di Eliopoli, diacono e martire
- San Cono, monaco basiliano, abate
- San Józef Sebastian Pelczar, vescovo
- San Gontrano, re dei Franchi
- Sant'Elena di Arzamas, Stolta in Cristo russa (solo per la Chiesa ortodossa)
- Sant'Ilarione di Pelecete, egúmeno
- Santi Prisco, Malco e Alessandro, martiri
- San Proterio di Alessandria, patriarca
- Santo Stefano Harding, abate
- San Tuotilo, monaco benedettino
- Beato Antonio Patrizi, eremita agostiniano
- Beato Domenico Maçaj, sacerdote e martire
- Beato Cristoforo Wharton, martire
- Beata Giovanna Maria de Maillé, vedova
- Beato Giovanni Battista Malo, sacerdote e martire
- Beata Renata Maria Feillatreau, martire
- Beato Venturino da Bergamo, domenicano

Religione romana antica e moderna:
- Initium Caiani

Wicca:
- 2006 - Luna del seme